# Albert Côté
Pour les articles homonymes, voir Côté (homonymie).
Albert Côté (né le 19 janvier 1927 à Sherbrooke et mort le 18 avril 2020 à Québec) est un ingénieur forestier et homme politique québécois.

## Biographie
Albert Côté est diplômé en arpentage (1950) et en génie forestier (1951) de l'Université Laval. Il commence sa carrière au sein des ministères québécois de l'Agriculture (1952) et des Terres et Forêts (1952 à 1965). En 1965 il devient directeur des opérations forestières de l'Office de récupération forestière des bassins des rivières Manicouagan et aux Outardes,, puis son président en 1967. Quand cet organisme est remplacé par la société d'État REXFOR en 1969, il en devient le président-directeur général et le reste jusqu'en 1979.
Il devient par la suite sous-ministre adjoint au ministère de l'Énergie et des Ressources en 1979, puis président et chef de la direction de la Scierie des Outardes, une entreprise conjointe de REXFOR et de Quebec & Ontario Paper Co. (QUNO), de 1980 à 1983. Il revient à la pratique privée du génie forestier de 1983 à 1985.

### Carrière politique
Albert Côté est candidat libéral dans la circonscription de Rivière-du-Loup aux élections générales de 1985. Il est élu avec une majorité de 2304 voix. Dès la nomination du conseil des ministres, il devient ministre délégué aux Forêts. Il est réélu aux élections générales de 1989 avec une majorité légèrement accrue et conserve son poste de ministre. Celui-ci est rehaussé au rang de ministre des Forêts en janvier 1991.
En 1986, Albert Côté introduit la Loi sur les forêts, qui instituait un nouveau régime forestier. En janvier 1991, il présente sa Stratégie de protection des forêts, dans un document intitulé Aménager pour mieux protéger les forêts. Cette stratégie a fait l'objet d'audiences publique du Bureau d'audiences publiques sur l'environnement (BAPE) la même année.
Côté se retire de la politique en janvier 1994, à l'âge de 67 ans, au moment où Daniel Johnson remplace Robert Bourassa comme premier ministre et chef du Parti libéral.

## Publications
- Albert Côté, « REXFOR : Un outil essentiel au développement forestier », Revue forestière française, vol. XXXI, no spécial,‎ 1979, p. 131-141 (ISSN 0035-2829, lire en ligne)